# Sanford (Colorado)
Sanford é uma cidade  localizada no estado americano de Colorado, no Condado de Conejos.

## Demografia
Segundo o censo americano de 2000, a sua população era de 817 habitantes.
Em 2006, foi estimada uma população de 784, um decréscimo de 33 (-4.0%).

## Geografia
De acordo com o United States Census Bureau tem uma área de
3,6 km², dos quais 3,6 km² cobertos por terra e 0,0 km² cobertos por água.

## Localidades na vizinhança
O diagrama seguinte representa as localidades num raio de 32 km ao redor de Sanford.